# Eßbach
Eßbach est une municipalité allemande de l’arrondissement de Saale-Orla située dans le land de Thuringe, au centre de l’Allemagne.